# Aceh
Ne doit pas être confondu avec Aceh (peuple), Aceh (langue) ou Banda Aceh.
Aceh (/a.t͡ʃe/ ; en indonésien : Aceh /a.t͡ʃeh/, en acehnais : Acèh /a.cɛh/), anciennement Achem, Achim ou encore Atjeh, est une province d'Indonésie comprenant la pointe nord-ouest de l'île de Sumatra et quelques petites îles. Bénéficiant d'un statut spécial depuis 2005, c'est la seule province d'Indonésie qui applique la charia. Sa superficie est de 57 365,67 km2 et sa population est estimée à 5,52 millions de personnes en 2023, soit environ 2 % de la population indonésienne. Sa capitale et plus grande ville est Banda Aceh.
Elle est bordée par l'océan Indien à l'ouest et au sud, le détroit de Malacca au nord et la province de Sumatra du Nord à l'est. Elle a des frontières maritimes avec le territoire indien des Îles Andaman-et-Nicobar, la Thaïlande et la Malaisie.
De par sa position géographique privilégiée sur les routes commerciales qui relient la Chine et l'Inde, la province d'Aceh a entretenu des relations commerciales avec des commerçants chinois, indiens,, arabes,, turcs et persans dès le Moyen Âge. Aceh est le point de départ de l'expansion de l'islam en Indonésie, dès le XIIIe siècle.
Après la guerre d'Aceh (1873-1904), les colons néerlandais prennent le contrôle de la province. L'Indonésie obtient son indépendance en 1945 mais celle-ci n'est reconnue qu'en 1949. Néanmoins, de 1976 à 2005, un conflit long et sanglant oppose le gouvernement indonésien et le GAM, un mouvement séparatiste acehnais, causant environ 15 000 morts en 30 ans. Le 26 décembre 2004, un tsunami violent frappe Aceh, causant 160 000 morts et laissant 500 000 personnes sans domicile.
Un accord de paix est conclu entre le GAM et le gouvernement de Susilo Bambang Yudhoyono le 15 août 2005. Le tsunami de 2004 avait accéléré les négociations pour la paix. L'idée qu'il puisse être une punition divine été une des causes de l'établissement de la charia dans la province,. 
Par ailleurs, Aceh comprend une grande partie du parc national du mont Leuser et héberge l'essentiel de la population d'orangs-outans de Sumatra.

## Nom
En acehnais, la province s'appelle Acèh. En français et en indonésien, elle s'appelle Aceh. L'ancienne graphie Atjeh est parfois attestée. Jusqu'à la réforme de l'orthographe de 1972, commune  entre l'Indonésie et la Malaisie, l'indonésien utilisait une orthographe basée sur le néerlandais dans laquelle le digramme tj notait le son /t͡ʃ/ (équivalent de tch en français). L'orthographe du nom a varié selon les époques et les auteurs : Acheh, Atjeh, Acem, Achem, ou Achin. Il existe également une graphie à l'anglaise, Acheh, utilisée par le GAM dans ses documents officiels.
De 1959 à 2001, le nom complet de la province est Daerah Istimewa Atjeh puis Daerah Istimewa Aceh (Territoire Spécial d'Aceh). Une loi de 2001 lui accorde une autonomie spéciale et la province change de nom pour celui de Nanggroë Aceh Darussalam. En acehnais, nanggröe signifie pays. En arabe, darussalam signifie demeure de la paix ou demeure de Dieu (as-Salam étant l'un des noms de Dieu dans l'islam). En 2009, le gouverneur Irwandi Yusuf (en) rétablit la forme courte Aceh.

## Histoire

### Ère préislamique (jusqu'auXIIIesiècle)
Aceh est habitée depuis le Pléistocène. Au VIe siècle, des annales chinoises y attestent la présence de populations bouddhistes. Dès les VIIe et VIIIe siècles, la région entretient des rapports commerciaux avec des commerçants indiens qui introduisent l'hindouisme.

### Les premiers royaumes musulmans (1267–1523/1524)
Aceh est la première région d'Indonésie où l'islam s'est répandu. Les preuves les plus anciennes connues sur la présence de l'islam dans le nord de Sumatra datent de la fin du XIIIe siècle. Il a été apporté par des commerçants arabes, turcs et persans.
En 1282, Malik as-Salih (en), le sultan de Samudra, situé au nord-est de l'actuel Aceh, envoie en Chine deux émissaires portant des noms arabes. Dans son voyage de retour de la cour de Kubilai Khan à Venise en 1292, Marco Polo fait escale à Perlak, voisin de Samudra, et note que le souverain de ce port est musulman, ce qui n'est pas le cas de « Basma » et « Samara ». On a essayé d'identifier, sans certitude, Samara à Samudra et Basma à Pasai, une autre principauté voisine.
Le voyageur marocain Ibn Battuta fait escale à Samudra à l'aller et au retour de son voyage en Chine en 1345-46. Il note que le souverain est musulman de l'école jurisprudentielle (ou madhhab) chaféite.
Deux pierres tombales dans le village de Minye Tujuh témoignent de la transition en train de s'opérer dans le pays. Toutes deux rédigées en malais, l'une est écrite dans un alphabet d'origine indienne qualifié de « proto-sumatranais », l'autre en arabe. Elles sont islamiques et signalent le décès d'une fille du sultan Malik al Zahir. Les deux inscriptions portent une date en ère Saka et en ère de l'Hégire, mais diffèrent d'une dizaine d'années, l'une mentionnant l'équivalent de 1380 apr. J.-C. et l'autre, 1389. Il existe une inscription en malais rédigée de la même façon dans les deux alphabets, dans l'État du Negeri Sembilan en Malaisie.

### Le sultanat (1523/1524–1903)

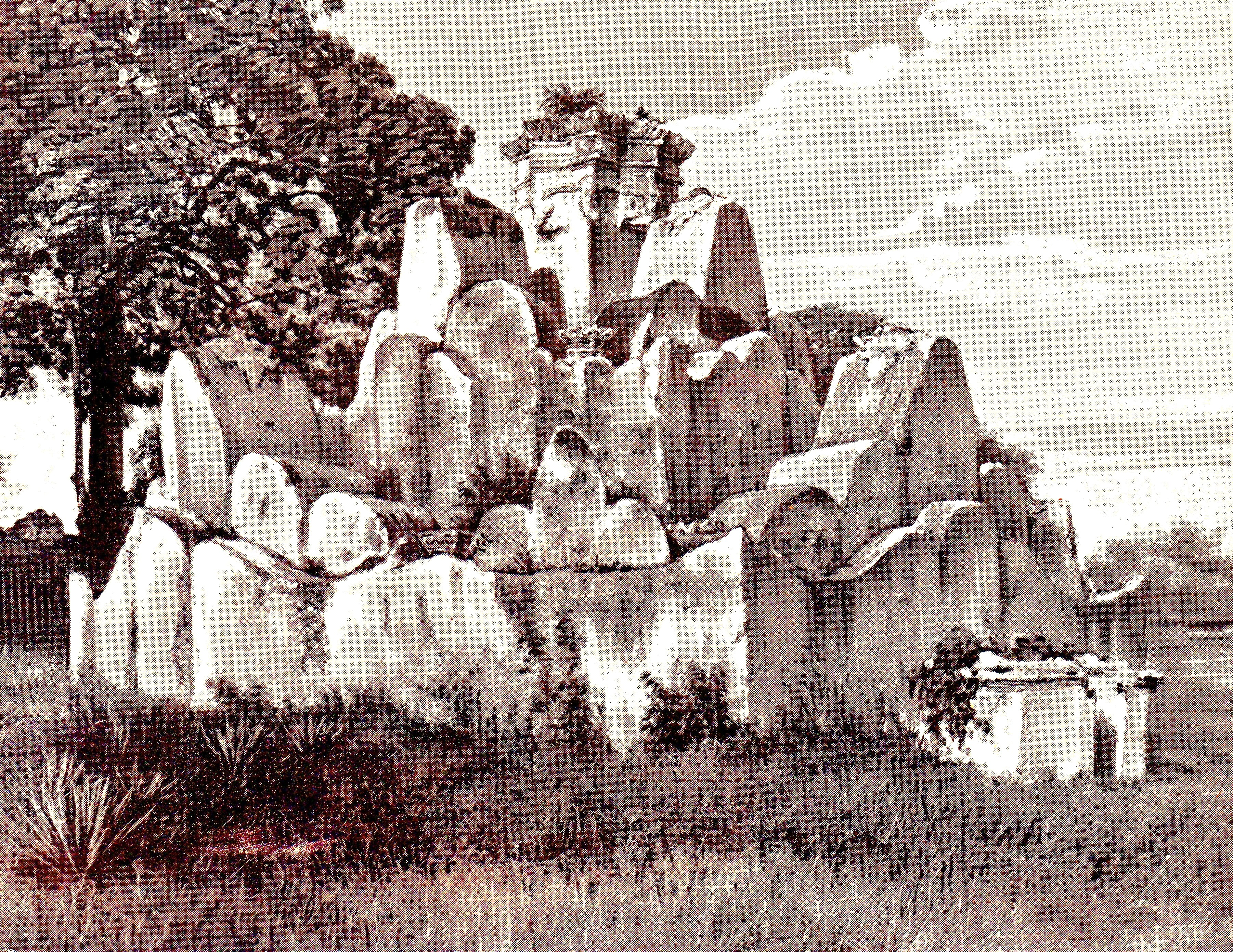
Les jardins de Kota Gunungan.

Fondé à la fin du XVe siècle par un certain Ali Moughaïat Shah (en), le sultanat d'Aceh devient un protectorat des Ottomans à l'époque de Sélim II pour se protéger de la menace portugaise grandissante dans la région.

#### La conquête néerlandaise (1873 – 1903)
En 1873, le consul américain à Singapour rencontre un émissaire d'Aceh pour discuter d'un traité entre les deux pays. Les Néerlandais décident d'attaquer Aceh. Commence la longue guerre d'Aceh. Les Néerlandais bombardent la capitale, Kutaraja (aujourd'hui Banda Aceh) et font débarquer un corps expéditionnaire de 3 000 hommes. Ils sont repoussés, perdant leur général. Le sultan Mahmud Syah (règne 1870-74) organise la résistance et demande de l'aide. Les Américains et les Britanniques refusent de la lui accorder. Les Français ne répondent pas. Les Turcs se montrent impuissants. Les Néerlandais envoient un second corps expéditionnaires de 10 000 hommes. Les troupes d'Aceh abandonnent leur capitale, que les Néerlandais investissent en 1874. Ils proclament l'annexion d'Aceh et l'abolition du sultanat. Mahmud et ses partisans se réfugient dans les montagnes. Il y meurt du choléra. Son fils Daud est proclamé sultan sous le nom de règne de Ibrahim Mansyur Syah (règne 1875-1907) et poursuit la résistance.

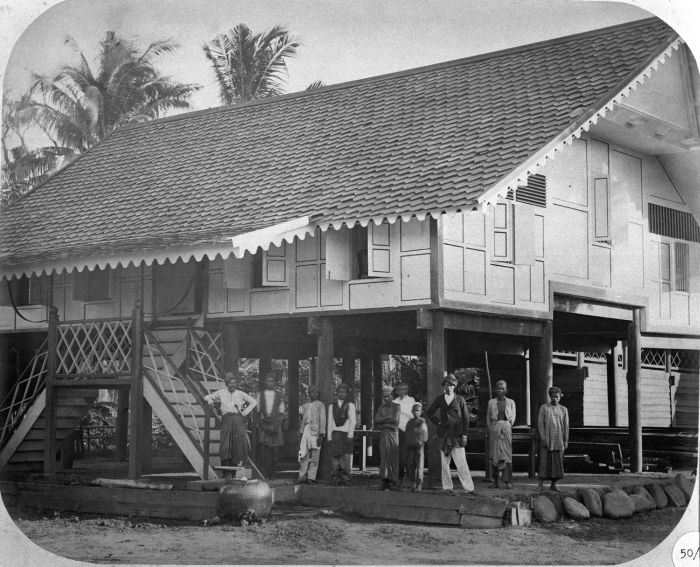
Résidence d'un des premiers notables d'Aceh à avoir accepté la souveraineté néerlandaise (1880).

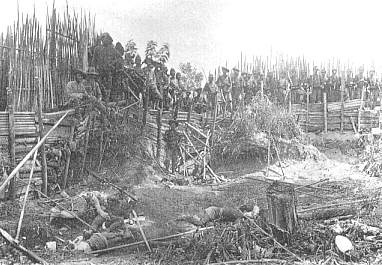
Un fort d'Aceh après sa prise par les Hollandais (1901).

Les Néerlandais ne tiennent réellement que Kutaraja. Les princes des cités portuaires feignent de se soumettre à l'ordre néerlandais mais soutiennent la résistance. Les Néerlandais bombardent et incendient les villages, forçant la population à se réfugier dans les montagnes, où elles rejoignent la résistance. En 1881, les Néerlandais déclarent la fin de la guerre. Du côté acehnais, la direction de la lutte est passée de l'aristocratie traditionnelle, les uleebalang, aux chefs religieux, les ulama, dont le plus connu est Teungku Cik di Tiro. La résistance devient une guerre sainte contre les Néerlandais infidèles.
La guerre épuise les ressources du budget colonial néerlandais. Les Néerlandais, qui ont abandonné le contrôle des campagnes aux Acehnais, trouveront la solution en deux hommes. Le premier, Joannes van Heutz, est un militaire qui a longtemps servi au combat. Il est nommé gouverneur en 1898. Le second, Snouck Hurgronje, est un universitaire de Leyde, le meilleur spécialiste néerlandais de l'islam. Hurgronje fait comprendre aux Néerlandais que rien ne pourra apaiser le fanatisme des ulama, et qu'ils doivent donc gagner l'alliance de la noblesse des uleebalang.
C'est la découverte de pétrole dans le nord de Sumatra qui va déterminer les Néerlandais à en finir avec la résistance. Ils signent avec les princes une Korte Verklaring (« déclaration courte ») par lequel ces derniers reconnaissent la souveraineté néerlandaise. Le sultan Daud Shah se rend en 1903 ainsi que son chef des armées, le Panglima Polim. Le sultan garde des contacts avec la résistance. Après une attaque manquée en 1907, il est exilé. Les ulama (oulémas), chefs religieux, poursuivent la résistance.

### Aceh et l'indépendance de l'Indonésie (1939–1976)
En 1939 est créée la Persatuan Ulama Seluruh Aceh (union des oulémas d'Aceh) ou PUSA, sous la direction de Daud Beureueh, dont le but est de défendre l'islam et de promouvoir la modernisation des écoles islamiques. La PUSA prend contact avec les Japonais et prévoit de les aider dans leur attaque des Indes néerlandaises. Début 1942, la PUSA entame une campagne de sabotage contre les Hollandais, qui doivent évacuer Aceh vers le sud de Sumatra. Les Japonais débarquent quelques semaines plus tard. Les Acehnais, qui considèrent que leur lutte contre les Hollandais n'est pas terminée, entament des discussions pour l'indépendance avec le nouvel occupant. Ces discussions tournent court avec la fin de la Seconde Guerre mondiale.
L'Indonésie proclame son indépendance le 17 août 1945. Commence une période de quatre années du conflit qui oppose la jeune république à son ancien colonisateur hollandais, que les Indonésiens appellent "Revolusi". En Aceh, celle-ci se traduit par l'arrestation des principaux uleebalang et leur assassinat.
Lorsqu'en 1948 les Hollandais lancent leur seconde « action de police », c'est-à-dire opération militaire contre la république, ils prennent la capitale, Yogyakarta et les principales villes de Java et Sumatra. Le territoire de la république d'Indonésie est bientôt réduit à Aceh.
Le conflit prend fin en 1949 avec le transfert de souveraineté du royaume des Pays-Bas à une « république des États-Unis d'Indonésie ». Aceh y obtient le statut de province autonome. Mais en 1950, la province est fusionnée avec celle de Sumatra du Nord. Cet acte accroît le mécontentement de la PUSA, qui voyait déjà d'un mauvais œil le caractère non-islamique de la république d'Indonésie.
En 1953, Daud Beureu'eh rejoint la rébellion du Darul Islam, un mouvement séparatiste né dans l'ouest de Java en 1949, qui réclame la création d'un État islamique en Indonésie. Daud Beureueh accepte finalement un cessez-le-feu en 1957 avec le gouvernement, alors que le mouvement du Darul Islam se poursuit. Des discussions sont entamées pour trouver une solution aux revendications des Acehnais. En 1959, le gouvernement indonésien accorde un statut spécial à la province d'Aceh, qui obtient l'autonomie dans les domaines de la religion, du droit coutumier et de l'éducation.
En 1966, après la prise de pouvoir de Soeharto (marquée par le massacre de centaines de milliers voire de millions de personnes), la loi islamique (charia) est progressivement interdite. En 1968, la dictature rejette la demande faite par les Acehnais de pouvoir implémenter les peines prescrites par le Coran et la Sunna (hudud). En 1974, la loi islamique (charia) est formellement interdite. Les pengadilan agama, tribunaux religieux créés en 1989 dépendent directement du ministère des Affaires religieuses (en), qui unifie le droit musulman dans tout le pays.
En 1967, des musulmans attaquent des églises chrétiennes en Aceh. Ce sont les premiers incidents anti-chrétiens sérieux du nouveau régime de Soeharto.

### La guerre civile (1976–2005)

Drapeau du mouvement indépendantiste de la province d’Aceh.

Selon Al Yassa Abubakar, juriste acehnais et directeur du Dinas Syarat Islam, considéré comme le père de la loi islamique à Aceh, la suppression de la cour chariatique (mahkamah syariyah) explique qu’en 1976 les habitants d’Aceh répondent en masse au premier appel du GAM (Gerakan Aceh Merdeka), Mouvement pour un Aceh libre.
Mais pour le groupe indépendantiste, il s’agit aussi de défendre les réserves de gaz naturel, découvertes cinq ans plus tôt, en 1971, par la société pétrolière américaine Mobil du champ de gaz géant d'Arun. Une usine de liquéfaction du gaz est construite à Lhokseumawe. Le gaz naturel liquéfié est exporté au Japon. Puis une usine d'engrais est construite, également alimentée en gaz naturel. Ce développement industriel va bouleverser la vie des habitants, avec la dislocation de la famille traditionnelle, l'arrivée de travailleurs migrants, notamment de Java, la dégradation de l'environnement.
Mais surtout, l'appropriation des revenus du gaz par le gouvernement central, sans véritable retombée pour la population locale, crée un ressentiment. Dans les années 1970 et 1980, Aceh était en effet le premier producteur de gaz naturel d'Indonésie grâce au champ géant d'Arun. Mais la production est en déclin et les réserves s'épuisent sans être renouvelées. En 1976, le Mouvement pour un Aceh libre (Gerakan Aceh Merdeka) ou GAM est fondé, avec à sa tête Hasan Di Tiro, un descendant de Teungku Chik di Tiro (en), le dirigeant de la lutte contre les Hollandais à la fin du XIXe siècle. L'objectif de Hasan est la restauration du sultanat d'Aceh qui bâtirait sa prospérité sur le gaz d'Arun. Hasan avait participé en son temps au Darul Islam. Mais cette fois-ci, son objectif est de faire profiter la manne gazière, dont l'essentiel va au gouvernement central, au seul peuple d'Aceh.
Le GAM entreprend une série d'attaques contre des positions militaires et policières. En 1990, le gouvernement indonésien déclare Aceh « zone d'opérations militaires » et envoie des troupes dans la province. La répression organisée par le régime de Suharto fait 9 000 morts.

### Le tsunami (2004)

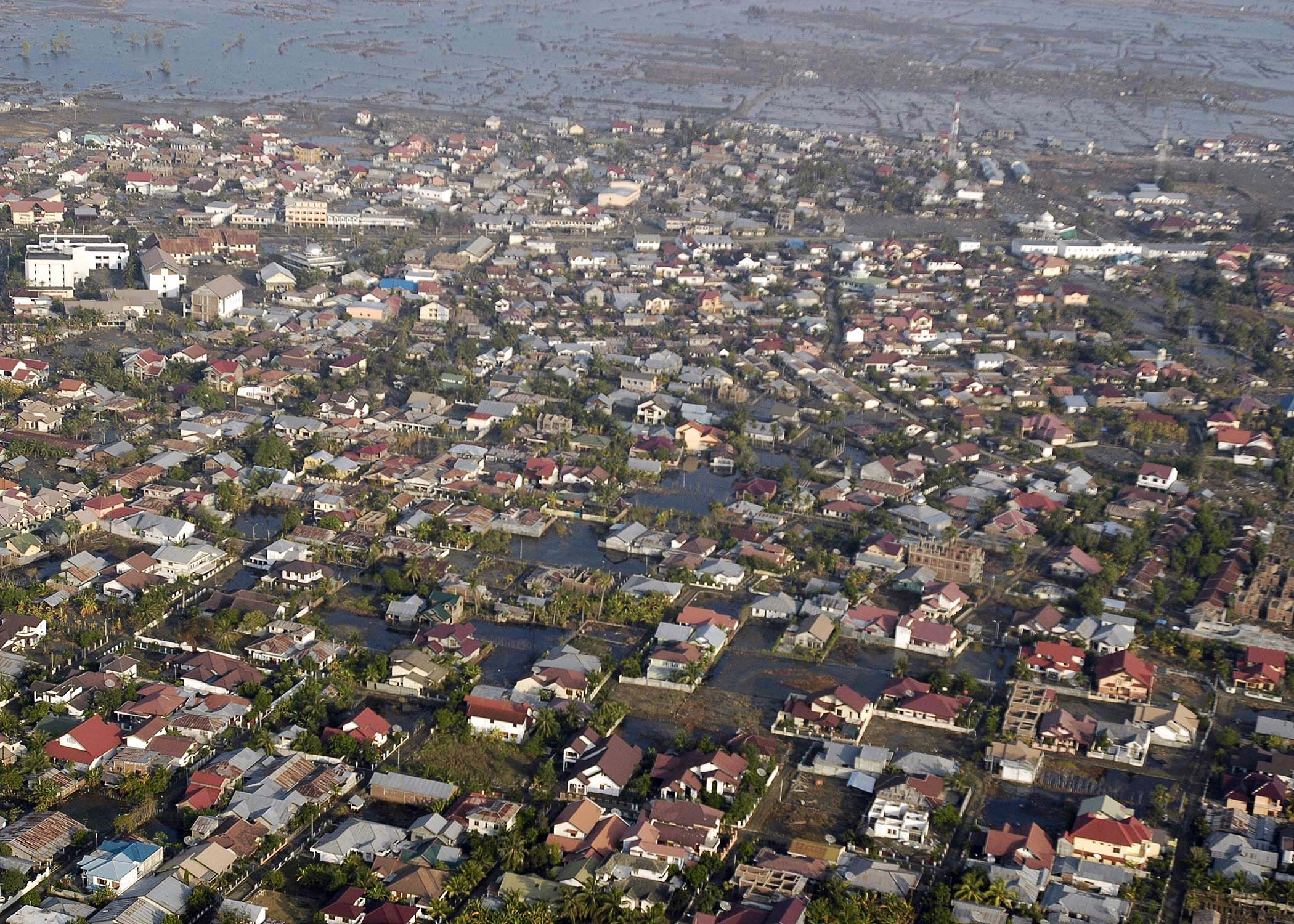
Vue aérienne d'une ville d'Aceh touchée par le tsunami de décembre 2004.

Aceh est le point côtier le plus proche de l'épicentre du tremblement de terre du 26 décembre 2004 qui, suivi d'un tsunami, a causé d'immenses dégâts humains (170 000 morts et 500 000 sans-abris) et matériels (entre 4 et 6 milliards de dollars) dans la province. En 2007, 84 % de la population souffrait encore de divers troubles psychiques liées à la catastrophe.

### La paix (depuis 2005)

#### Le statut spécial
Avec la fin de la dictature en 1999, le gouvernement indonésien annonce l'introduction de la loi islamique (charia) en Aceh. Cette initiative vient du président de l'époque, B. J. Habibie qui s'appuie sur les recommandations de son conseiller pour le conflit en Aceh, Usman Hasan. La mesure étant particulièrement populaire, le gouvernement pense pouvoir régler ainsi un conflit qui ensanglante la province depuis 1976.
Lors de l'élection gouvernorale de 2006 à Aceh (en) c'est un membre du GAM, Irwandi Yusuf, qui l'a emporté avec 38,2 % des suffrages exprimés soit 22 points de plus que son adversaire du PPP.
L'introduction partielle de la loi islamique, concrétisée par le code pénal de 2014 (en) (en partie en réaction au tsunami de 2004, vécu comme un châtiment divin venu sanctionner la baisse de foi des habitants), s'est d'emblée traduite par des campagnes pour la mise en place des symboles physiques de l'islam. Les femmes se virent intimer l'ordre de porter le djilbab (un voile répondant aux standards de pudeur musulmans) dans l'espace public et une police de la loi islamique (polisi syariah) fut créée. En mai 2017, la première bastonnade d'homosexuels eut lieu à Banda Aceh. Cependant, en avril 2017, après la défaite électorale de la maire Illiza Sa'aduddin Djamal « connue pour être une fanatique de la bastonnade », certains musulmans (comme le vice-gouverneur Nova Iriansyah) prônent certains aménagements, comme le fait de ne plus infliger les châtiments corporels en public.
Outre certaines pratiques considérées comme homosexuelles (par exemple la sodomie), les infractions relevant de la législation chariatique (appelée localement Kanun Jinayat) sont les suivantes : le fait de consommer, de transporter ou de produire de l'alcool, le jeu de hasard (ou maisir (en)), l'adultère (ou zina), le viol et le harcèlement sexuel.
En mars 2018, le bureau à la loi islamique et aux droits humains d'Aceh a commencé à mener des recherches et à consulter l'opinion publique (très importante lorsqu'il s'agit de faire des réformes chariatiques) en vue d'introduire la peine de mort par décapitation pour punir des crimes aussi graves que le meurtre. Dix ans plus tôt, une tentative d'introduire la lapidation ou Rajm (faisant partie intégrante du corpus chaféite) avait échoué parce que le gouverneur de l'époque, Irwandi Yusuf (en) (un vétérinaire formé aux États-Unis connu pour ses points de vue laïcs) y avait posé son veto (la mesure ayant déjà été débattue et votée en aval par le parlement provincial), arguant qu'une telle mesure perturberait la paix locale et ferait fuir les investisseurs internationaux.

## Administration
La province d'Aceh comprend le nord de l'île de Sumatra et quelques îles de moindres dimensions. Elle comporte 18 kabupaten (comtés) et 5 kota (villes), divisés en 290 kecamatan (districts), eux-mêmes divisés en 6 517 kelurahan/desa (quartiers/villages). La capitale et plus grande ville est Banda Aceh, située sur le littoral de la pointe nord-ouest de Sumatra.
Ci-dessous la liste des kabupaten et des kota de la province : 
| Code BPS | Nom               | Capitale              | Statut    | Population (2023) | Superficie (en km²) | Emplacement |
| -------- | ----------------- | --------------------- | --------- | ----------------- | ------------------- | ----------- |
| 11.01    | Aceh occidental   | Meulaboh              | Kabupaten | 204 475           | 2 782,87            |             |
| 11.02    | Aceh du Sud-Ouest | Blangpidie            | Kabupaten | 154 800           | 1 882,28            |             |
| 11.03    | Grand Aceh        | Jantho                | Kabupaten | 435 298           | 2 891,48            |             |
| 11.04    | Aceh Jaya         | Calang                | Kabupaten | 99 717            | 3 872,35            |             |
| 11.05    | Aceh du Sud       | Tapaktuan             | Kabupaten | 236 933           | 4 175,38            |             |
| 11.06    | Aceh Singkil      | Singkil               | Kabupaten | 135 435           | 1 852,82            |             |
| 11.07    | Aceh Tamiang      | Karang Baru           | Kabupaten | 308 102           | 2 187,66            |             |
| 11.08    | Aceh central      | Takengon              | Kabupaten | 227 158           | 4 468,42            |             |
| 11.09    | Aceh du Sud-Est   | Kutacane              | Kabupaten | 231 331           | 4 719,12            |             |
| 11.10    | Aceh oriental     | Idi Rayeuk            | Kabupaten | 449 796           | 5 409,41            |             |
| 11.11    | Aceh du Nord      | Lhoksukon             | Kabupaten | 627 543           | 2 705,26            |             |
| 11.12    | Bener Meriah      | Simpang Tiga Redelong | Kabupaten | 175 781           | 1 907,40            |             |
| 11.13    | Bireuen           | Bireuen               | Kabupaten | 458 978           | 1 796,99            |             |
| 11.14    | Gayo Lues         | Blangkejeren          | Kabupaten | 104 856           | 5 541,29            |             |
| 11.15    | Nagan Raya        | Suka Makmue           | Kabupaten | 176 461           | 3 524,16            |             |
| 11.16    | Pidie             | Sigli                 | Kabupaten | 444 898           | 3 177,49            |             |
| 11.17    | Pidie Jaya        | Meureudu              | Kabupaten | 163 591           | 939,00              |             |
| 11.18    | Simeulue          | Sinabang              | Kabupaten | 96 031            | 1 821,75            |             |
| 11.71    | Banda Aceh        | Banda Aceh            | Kota      | 259 538           | 56,77               |             |
| 11.72    | Langsa            | Langsa                | Kota      | 182 469           | 224,24              |             |
| 11.73    | Lhokseumawe       | Lhokseumawe           | Kota      | 196 067           | 132,97              |             |
| 11.74    | Sabang            | Sabang                | Kota      | 43 527            | 122,06              |             |
| 11.75    | Subulussalam      | Subulussalam          | Kota      | 103 044           | 1 183,60            |             |

## Population et société

### Groupes ethniques

#### Acehnais

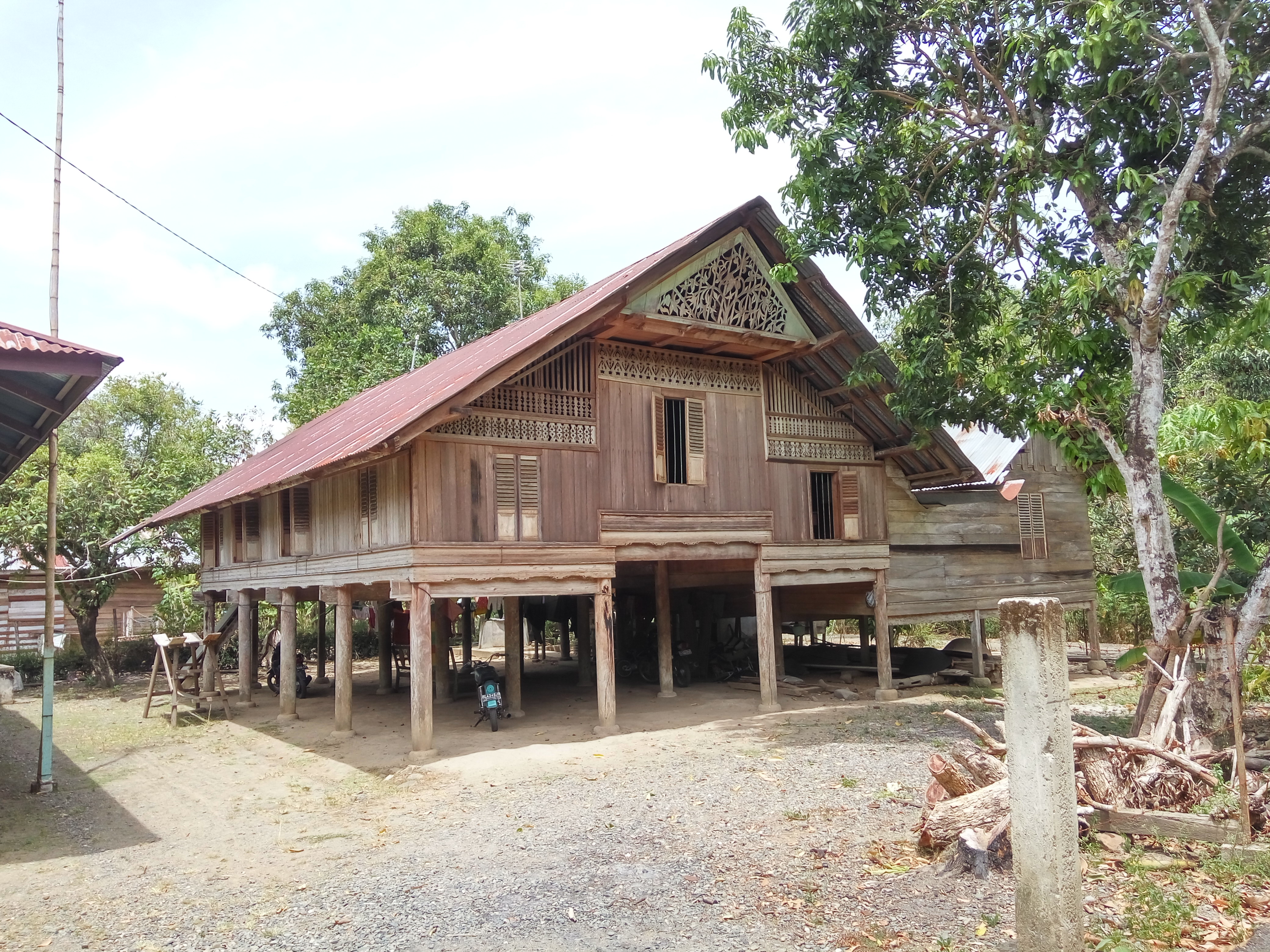
Une maison traditionnelle acehnaise.

Au recensement de 2010, les acehnais représentaient 70,65 % de la province d'Aceh. C'est une ethnie matrilocale, accueillante et religieusement conservatrice, généralement perçue comme détentrice et garante du savoir islamique authentique en Indonésie. Traditionnellement, ses activités sont centrés autour de l'agriculture, de la métallurgie et du tissage.

#### Autres natifs
Les autres peuples natifs de la région d'Aceh sont :
- Les gayo qui habitent dans les hautes-terres du sud-est. Ils sont majoritaires à Aceh central, Bener Meriah et Gayo Lues.
- Les batak qui habitent sur la côte du sud-est. Certains d'entre eux sont chrétiens. La tribu batak pakpak est native du comté d'Aceh Singkil et de la ville de Subulussalam, ainsi que du compté de Pakpak Bharat au Sumatra du Nord. Il y a également une minorité batak toba à Aceh du Sud-Est et des communautés batak diverses à Banda Aceh.
- Les alas qui sont concentrés dans le comté d'Aceh du Sud-Est.
- Les simeulue et les sigulai qui habitent sur l'île Simeulue.
- Les aneuk jamee et les minangkabau, parfois considérés comme un seul groupe ethnique. Ils sont éparpillés sur la côte sud de la province et sont concentrés à Aceh du Sud et Aceh du Sud-Ouest. Ils sont originaires du Sumatra occidental.
- Les tamiang qui sont concentrés à Aceh Tamiang. Ils sont parfois considérés comme un sous-groupe malais.
- Les singkil qui sont concentrés à Aceh Singkil et à Subulussalam.
- Les nias qui sont originaires de l'île de Nias au Sumatra du Nord et des îles Banyak à Aceh.
- Quelques autres petites minorités (haloban, kluet, lekon, etc.).

#### Immigrés
Une minorité javanaise est attestée dans la province dès le XVe siècle mais elle reste marginale jusque dans les années 1960. En 1964, dans le cadre la transmigration (un programme de migrations internes organisé par le gouvernement indonésien), de nombreuses familles javanaises migrent à Sumatra, y compris dans la province d'Aceh. Des vagues de transmigrations plus importantes ont lieu en 1973 et 1975. Mais entre 1976 et 2005, un conflit armé oppose le gouvernement indonésien et le GAM, un mouvement séparatiste acehnais qui se déclare « indépendant de toute forme de contrôle politique du régime étranger de Jakarta et des allogènes de l'île de Java ». Près de 19 000 familles javanaises quittent la province pendant ces trois décennies. En 2010, les javanais représentaient 8,94% de la population d'Aceh, soit 399 976 personnes. La province comportait aussi 10 864 soundanais (0,24%), principalement issus de la transmigration.
Dès le XVIIe siècle, des commerçants chinois s'installent à Aceh, notamment dans la capitale Banda Aceh. En 2010, la population chinoise de la province était de 9 620 personnes (0,21 %).

#### Statistiques
| Groupe ethnique               | Population | %       | Origine |
| ----------------------------- | ---------- | ------- | ------- |
| Acehnais                      | 3 160 728  | 70,65 % | Sumatra |
| Javanais                      | 399 976    | 8,94 %  | Java    |
| Gayo                          | 322 996    | 7,22 %  | Sumatra |
| Batak                         | 147 295    | 3,29 %  | Sumatra |
| Alas                          | 95 152     | 2,13 %  | Sumatra |
| Simeulue                      | 66 495     | 1,49 %  | Sumatra |
| Aneuk jamee                   | 62 838     | 1,40 %  | Sumatra |
| Tamiang                       | 49 580     | 1,11 %  | Sumatra |
| Singkil                       | 46 600     | 1,04 %  | Sumatra |
| Minangkabau                   | 33 112     | 0,74 %  | Sumatra |
| Autres ethnies natives d'Aceh | 15 566     | 0,35 %  | Sumatra |
| Autres                        | 73 606     | 1,65 %  | -       |
| Total                         | 4 473 944  | 100 %   | -       |

### Langues

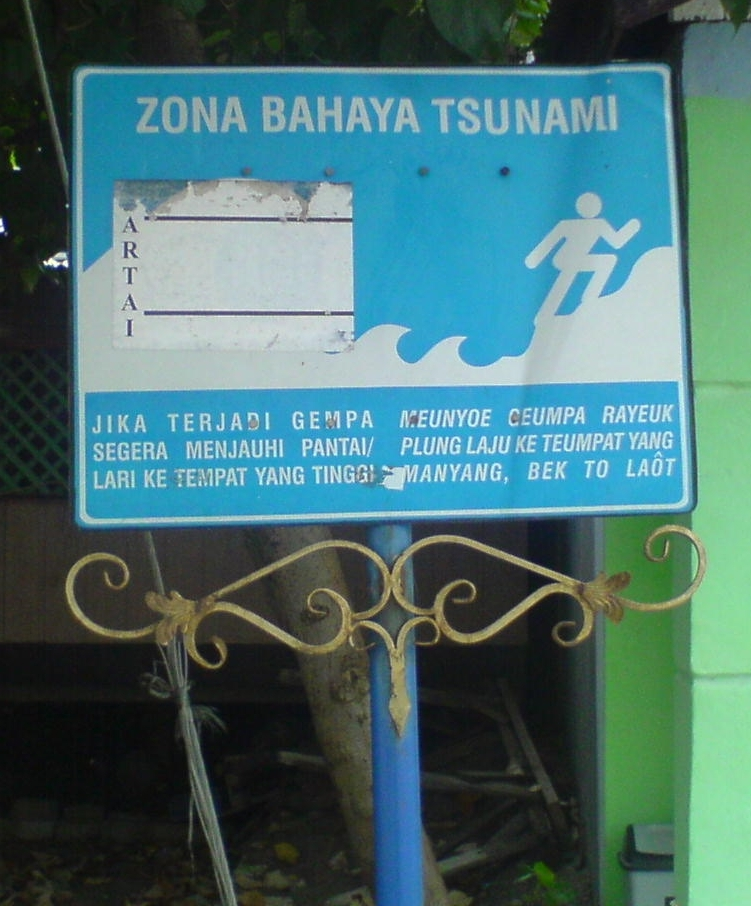
Panneau bilingue indonésien (gauche) et acehnais (droite). Traduction : En cas de tremblement de terre, éloignez-vous de la côte et allez à un endroit en hauteur.

L'indonésien est la seule langue officielle de l'Indonésie. De par son statut spécial, la province d'Aceh confère à l'acehnais un statut co-officiel au niveau local.
L'indonésien, langue véhiculaire de l'Indonésie, est utilisée dans l'administration, l'éducation et les médias. Elle sert aussi de moyen de communication entre les différents groupes ethniques qui ont différentes langues maternelles. En 2020, l'indonésien était parlé par 98,44 % des habitants d'Aceh âgés de 5 ans et plus, soit 4,8 millions de personnes. Environ 1,3 million de personnes l'utilisaient comme langue maternelle, soit 26,48 % de la population. Ce chiffre est quasiment deux fois plus élevé que celui de 2010, témoignant de la place croissante de l'indonésien à Aceh, notamment chez les jeunes et dans les grands centres urbains. Cette dynamique est également observée dans les autres provinces d'Indonésie.
En 2010, l'acehnais, langue vernaculaire du peuple acehnais, était parlée par 2,5 millions de personnes dans le pays,. Elle appartient à un groupe dit « chamique » du rameau malayo-sumbawien de la branche malayo-polynésienne de la famille des langues austronésiennes. Cela veut dire qu'elle est plus proche du cham, parlé au Viêt Nam et au Cambodge, que des autres langues de Sumatra. Certains linguistes y distinguent un substrat austroasiatique, notamment dans le vocabulaire.
Les minorités ethniques natives de la province ont leurs propres langues : gayo, batak, simeulue, minangkabau, etc. Quant aux javanais, population immigrée, près d'un tiers d'entre eux (120 000 personnes) parlaient encore javanais à la maison en 2010.
L'anglais est parlé par une partie de l'élite et par les travailleurs du secteur touristique et l'arabe est parlé par certains dignitaires religieux.

#### Statistiques
| Langue                                 | 2010       | 2010    | 2022       | 2022    |
| Langue                                 | Population | %       | Population | %       |
| -------------------------------------- | ---------- | ------- | ---------- | ------- |
| Indonésien                             | 3 661 134  | 91,51 % | 4 838 486  | 98,44 % |
| └ locuteurs premiers                   | 691 043    | 17,36 % | 1 301 679  | 26,48 % |
| └ locuteurs seconds                    | 2 970 091  | 74,61 % | 3 536 807  | 71,95 % |
| Langues locales (acehnais, gayo, etc.) | 3 281 121  | 82,41 % | 3 606 729  | 73,38 % |
| Autres langues                         | 8 525      | 0,21 %  | 6 950      | 0,14 %  |
| Total                                  | 3 980 689  | 100 %   | 4 915 358  | 100 %   |

### Religions
Avec 98,60 % de musulmans en 2023, Aceh est la province d'Indonésie avec le plus grand pourcentage de musulmans, ce qui lui vaut le surnom d'« antichambre de la Mecque » (en indonésien : Serambi Mekah). Les musulmans d'Aceh sont principalement sunnites de rite chaféite. Bénéficiant d'un statut spécial depuis 2005, c'est la seule province d'Indonésie qui applique la charia. Néanmoins, en théorie, la loi islamique ne s'applique qu'aux musulmans. Les minorités religieuses de la province sont sujettes au droit indonésien comme dans les autres provinces.
Il y a une communauté chrétienne parmi les bataks qui habitent au sud-est de la province et les chinois qui habitent dans les grands centres urbains. Une communauté bouddhiste est également présente chez les chinois.

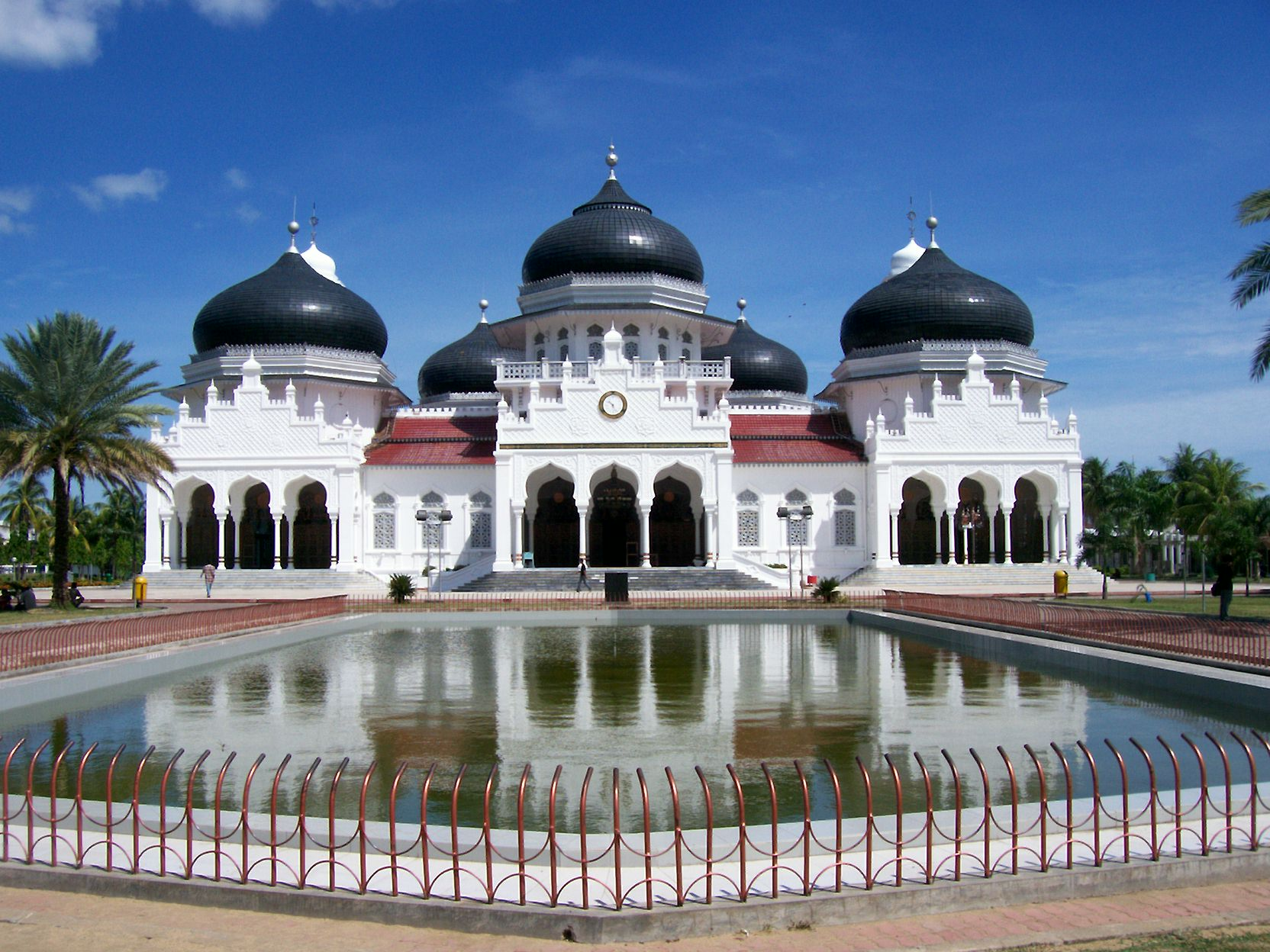
La Grande Mosquée Baiturrahman à Banda Aceh
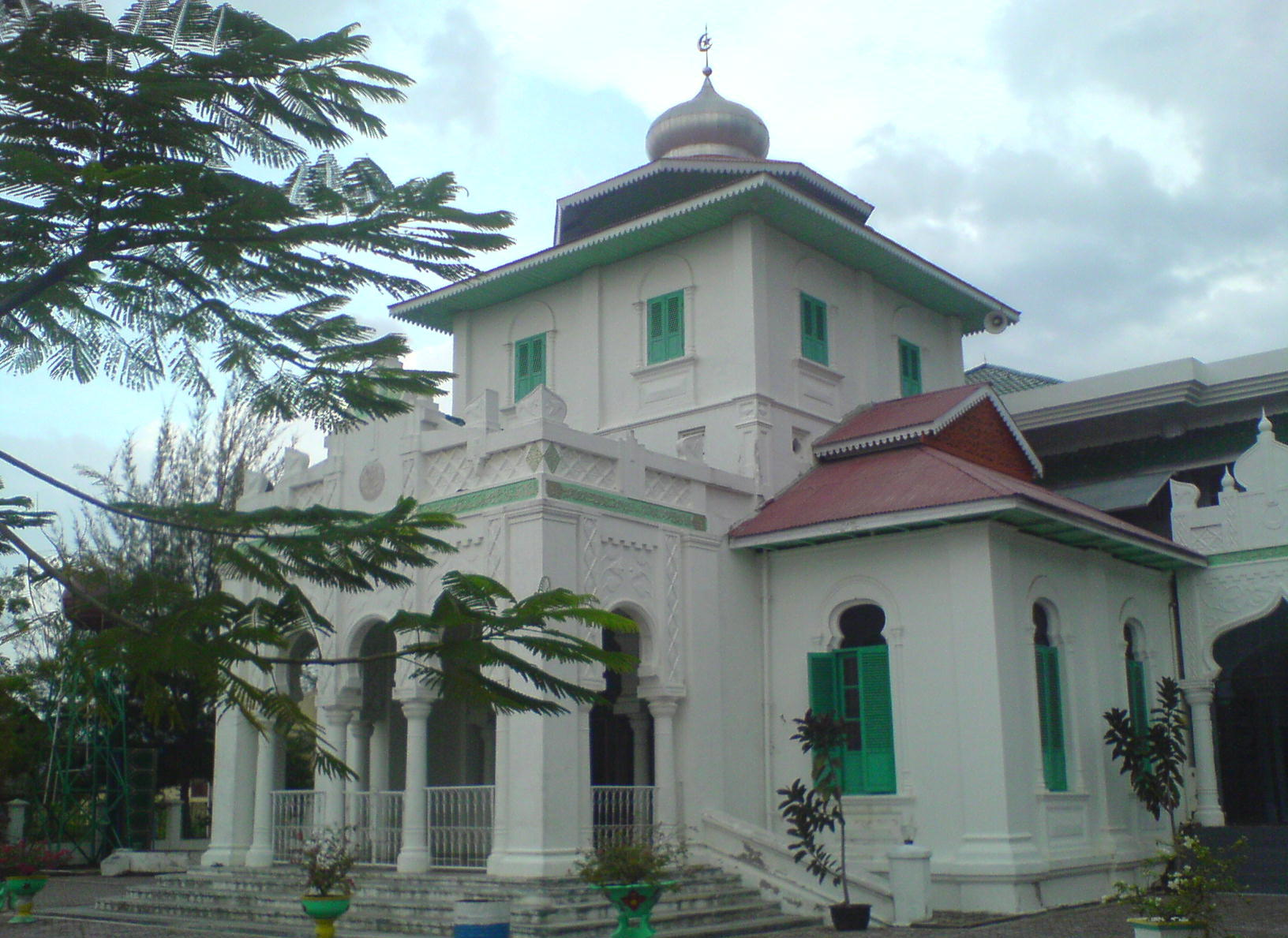
Une mosquée à Banda Aceh
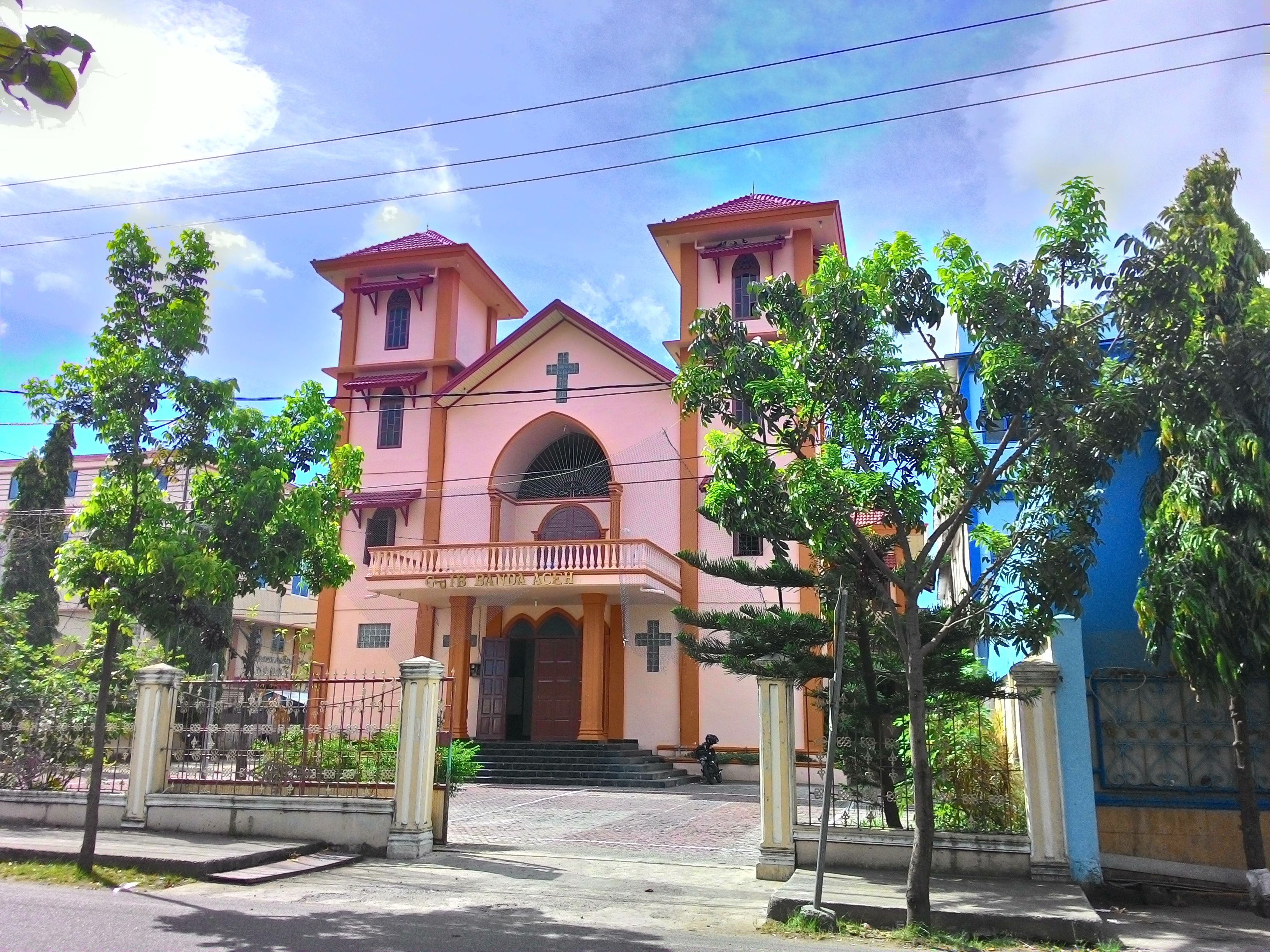
Une église protestante à Banda Aceh
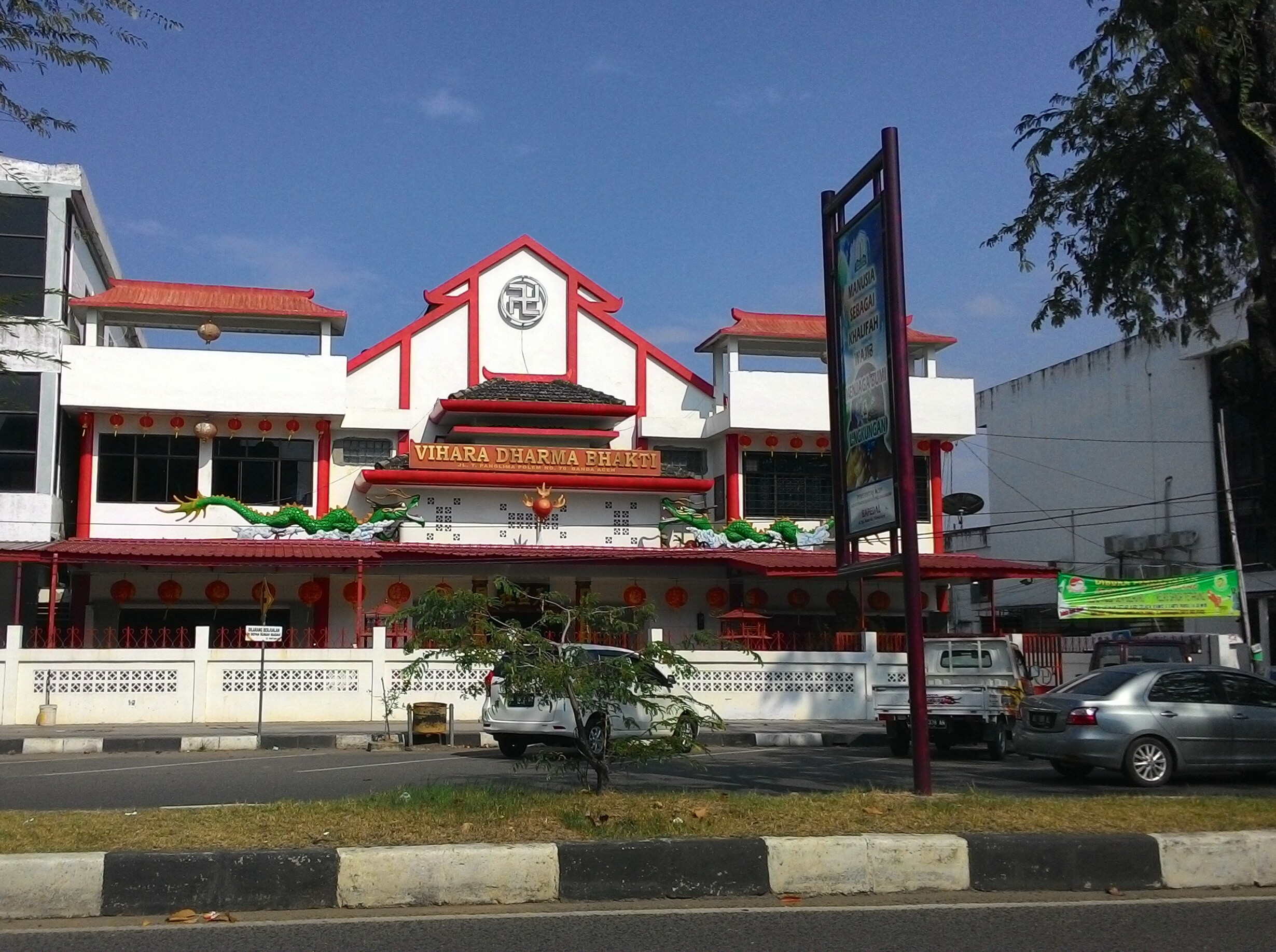
Un temple bouddhiste à Banda Aceh

#### Statistiques
| Religion         | Population | %       |
| ---------------- | ---------- | ------- |
| Islam            | 5 544 917  | 98,60 % |
| Christianisme    | 71 611     | 1,27 %  |
| └ Protestantisme | 65 593     | 1,17 %  |
| └ Catholicisme   | 6 018      | 0,11 %  |
| Bouddhisme       | 6 591      | 0,12 %  |
| Hindouisme       | 83         | 0,00 %  |
| Autres           | 252        | 0,00 %  |
| Total            | 5 623 454  | 100 %   |

## Tourisme
Sur l'île de Weh se trouve la petite ville et le port de Sabang, où à l'époque de la marine à vapeur, les bateaux venaient se ravitailler en charbon. À Sabang sont enterrés deux marins français, qui étaient parmi les trente-six survivants du naufrage du contre-torpilleur Le Mousquet, coulé en 1914 par le croiseur allemand Emden lors du combat de Penang au large de l'île de Penang en Malaisie. Leur tombe commune est l'objet d’un entretien régulier par le gouvernement français.
Weh est la plus grande d'un groupe d'îles parmi lesquelles on trouve Klah, Rubiah, Seulako et Rondo. Leur superficie totale est de 154 km2. Rubiah, un îlot d'à peine 17 hectares, était un lieu de quarantaine pour les pèlerins qui revenaient de La Mecque à l'époque des voyages en bateau. L'îlot possède des récifs de coraux.
À environ trente kilomètres de la côte de Sumatra, au nord de l'île de Nias, se trouvent les îles Banyak (« nombreuses »), un archipel de soixante petites îles qui font administrativement partie de la province. Leur superficie totale est de 319 km2. Les plus grandes de ces îles sont Tuanku et Bangkaru.
Une activité touristique s'est développée à Aceh autour de la mémoire du tsunami, notamment le Musée du tsunami et un bateau de pêche que les vagues du tsunami avaient projeté sur les toits de maisons à plusieurs kilomètres de la mer, et qui avait sauvé la vie à 59 personnes qui avaient pu se hisser dessus. Des anciens rebelles du Mouvement pour un Aceh libre (GAM) font également visiter leurs anciens camps. En 2013, 1,2 million de touristes, dont 42 000 étrangers, ont visité la province, qui reste soumise à l'observance de la charî'a.